# 供销大集
供销大集集团股份有限公司 （簡稱供销大集），原名西安民生集团股份有限公司，于2017年1月6日更为现名，是中国深圳证券交易所的一家上市公司，主营业务范围为批发和零售贸易。
2024年4月2日，公司控股股东由海航商业控股有限公司变更为中和农信农业集团有限公司，公司实际控制人变更为中华全国供销合作总社。